# Kontroll
Kontroll ist ein ungarischer Film aus dem Jahr 2003. Regie bei dem mehrfach preisgekrönten Thriller, der ausschließlich im U-Bahn-System der Stadt Budapest spielt, führte Nimród Antal, der gemeinsam mit Jim Adler auch das Drehbuch schrieb.

## Handlung
Kontroll handelt von einer fiktiven Gruppe wenig erfolgreicher Fahrkartenkontrolleure in einem fiktiven U-Bahn-System (in der Metró von Budapest gedreht), die von den Fahrgästen oft nicht ernst genommen werden. Der Film spielt komplett in den Anlagen der Metro und präsentiert eine Vielfalt skurriler Charaktere. Der Film hat keinen durchgehenden Handlungsstrang, sondern viele einzelne Handlungsfäden, die sich einige Male überschneiden. Die einzelnen Handlungsstränge sind:
- Bulcsú, ein junger Kontrolleur, verbringt aus Gründen, die der Zuschauer nur ansatzweise erfährt, Tag und Nacht im U-Bahn-System. Erst eine Liebesbeziehung zu Zsófi, einer jungen Frau in einem Bärenkostüm, bessert seine Beziehung zur Welt außerhalb der Schächte.
- Ein mysteriöser Killer (Shadow), der sein Gesicht stets unter einer Kapuze verbirgt, stößt wahllos Fahrgäste vor fahrende Züge, umgeht dabei alle Überwachungskameras und kann daher nicht gefasst werden.
- Bootsie ist der erfolgreichste Schwarzfahrer der Stadt und ebenfalls nicht zu fassen. Im Gegensatz zu Shadow jedoch lässt er sich auf Konflikte mit den Kontrolleuren ein und treibt diese durch sein akrobatisches Geschick und seine „Bewaffnung“ aus Sprühdosen stets zur Verzweiflung. Am Ende jedoch wird auch Bootsie ein Opfer von Shadow, der Mord wird jedoch Bulcsú zur Last gelegt.
- Die Kontrolleurgruppen selbst stehen untereinander in großer Rivalität. Gelegentlich duellieren sie sich beim Schienenlaufen, bei dem je ein Mitglied einer Gruppe sich mit dem einer anderen ein Wettrennen vor einem fahrenden Zug liefert.
- Die Geschäftsleitung der U-Bahn ist mit ihren Kontrolleuren, den Schwarzfahrern und dem Killer stets überfordert. Sie muss jeden Mord als Unfall oder Selbstmord ausgeben, um ihre eigene Unfähigkeit zu verdecken.

## Rezeption
Der Film, der ungefähr 500.000 Euro kostete, kam am 20. November 2003 in die ungarischen Kinos, wo er insgesamt 151.470 mal gesehen wurde. Von Kritikern als surreales Meisterwerk, das sich schwer einem Genre zuordnen lässt, gefeiert, wurde der Film auf zahlreichen Festivals gezeigt. Kinostarts in anderen europäischen Ländern folgten ab Herbst 2004. In Deutschland, wo Kontroll am 10. Februar 2005 seine Premiere in den Kinos feierte, hatte der Film eine Besucheranzahl von über 25.000.

## Kritik und Hintergründe
Die Budapester U-Bahngesellschaft fürchtete, durch den Film falsch dargestellt zu werden, und ließ einen leitenden Angestellten vor laufender Kamera eine langatmige mehrseitige Erklärung vorlesen, in welcher ausführlich beteuert wurde, dass die dargestellte Arbeit der Kontrolleure nichts mit der realen zu tun habe. Nimród montierte diese unfreiwillig komische Sequenz an den Anfang des Films und sorgte damit für zusätzliche Heiterkeit.
Claudia Fudeus schrieb in der Zeitschrift stern vom 13. Februar 2005: Der Film ist mehr ein Mosaik mit Fantasie, Liebe zum Bild und zum Detail und viel Experimentierfreude als Verfugungsmittel für die Zwischenräume, die notwendigerweise zwischen den Geschichten-Bausteinen bleiben. Doch das Gesamtbild beeindruckt. In den Top-Videonews des Kinder- und Jugendfilmzentrums heißt es: Nimród Antals Mystery-Action-Film fesselt mit schrägem Humor und melancholischem Charme, mit hellen Sprenkeln von Romantik und Hoffnung, mit Ausbrüchen von sinnloser und unheimlicher Gewalt. Der Regisseur und Autor hat ein Gespür für seine Personen, jede ist ein Charakter, kein Typ. Und er erzählt […] eine Geschichte, die nicht alle Rätsel auflöst, weil sie einfach ein Teil der Menschen sind.
Bei Metacritic erhielt Kontroll einen Metascore von 72/100 basierend auf 25 Rezensionen, bei Rotten Tomatoes waren 82 Prozent der 66 Rezensionen positiv.

## Auszeichnungen
Kontroll erhielt eine Vielzahl von Preisen, unter anderem den Prix de la Jeunesse 2004, den Nachwuchspreis des Filmfestivals in Cannes, den Goldenen Hugo beim Filmfestival Chicago, den Goldenen Schwan beim Filmfestival Kopenhagen, den Publikumspreis beim Internationalen Filmfestival Warschau und den FIPRESCI-Preis beim Filmfestival Cottbus.